# Margarete Schuchmann
Margarete Schuchmann (* 2. Oktober 1893 in Königsberg i. Pr.; † 10. April 1991 in St. Georgen im Schwarzwald) war eine deutsche Pianistin.

## Leben
Als Pianistin und Cembalistin ausgebildet, konzertierte sie von 1920 bis 1944 in Königsberg und Ostpreußen. Mit dem Violinisten August Hewers und dem Cellisten Richard Klemm spielte sie seit 1920 im Klaviertrio. Seit 1928 am Institut für Kirchenmusik und Schulmusik der Albertus-Universität Königsberg, wurde sie 1939 zur Professorin ernannt. Noch am 19. November 1944 gab sie im Neuen Schauspielhaus Königsberg ein Konzert für die „Werkschaffenden und Lazarettinsassen“. Von 1945 bis 1955 lehrte und konzertierte sie in Marburg. Ab 1976 lebte sie in St. Georgen.